# Kelvin Lancaster
Pour les articles homonymes, voir Lancaster.
Kelvin John Lancaster  était un économiste américain. Il enseignait les sciences économiques à l'Université Columbia (né le 10 décembre 1924 et mort du cancer le 23 juillet 1999 à New York).
En microéconomie, il est l'auteur, vers les années 1960, de la nouvelle théorie du consommateur. 
Lancaster était actif dans la formulation de la fonction de production du ménage. Il était également reconnu pour l'application du modèle hédonistique à l'évaluation du prix des maisons.

## Biographie
Natif de Sydney, très jeune il se distingue aussi bien par son intelligence  que par son talent d’athlète. À 18 ans il entre dans l’armée, grâce à laquelle il voyagera au Canada. Après la guerre, il décide de faire des études de géologie, de mathématiques ainsi que la littérature anglaise à l’Université de Sydney. Brillant qu’il était, il reçoit les diplômes de bachelor et de master en littérature anglaise, impressionnant ainsi le corps professoral qui décide de lui confier un poste de professeur de littérature anglaise à l'université de Sydney.
Chercheur avéré, statisticien, passionné d’économie, il décline l’offre pour occuper un poste de chercheur aux Services de recherches d'Australie, où il a travaillé en tant qu'associé  dans les statistiques et les sciences économiques. Il a, d'ailleurs, développé un index économique qui est toujours en service en Australie. Il devient passionné par la science économique. Il s'envole en Angleterre pour approfondir les théories économiques. 
En 1953, il impressionne à l'université de Londres en atteignant le First (chose qui était très rare pour un candidat externe). Quand Sir Lionel Robbins, dans son séminaire légendaire, a demandé une analyse d'un papier particulièrement difficile, Lancaster se propose de l'étudier; il trouve des fautes et propose même des solutions alors qu'il était autodidacte dans les sciences économiques. Il a reçu son Ph.D en sciences économiques de l'université de Londres en 1958.

## Recherches
Très vite après son doctorat, Lancaster se construit une réputation mondiale en tant qu'un des principaux jeunes théoriciens de sa génération, écrivant des articles brillants. Son article le plus connu de cette période est son travail remarquable (avec Richard Lipsey (en)) sur la théorie de l'optimum de second rang, une percée théorique importante qui a eu, dans la meilleure tradition de la théorie économique, un énorme impact politique. Cet article a établi que les conditions nécessaires pour l'attribution optimale des ressources économiques doivent être vérifiées dans leur intégralité; si l'une d'entre elles ne l'est pas alors ce n'est plus optimal de suivre les conditions restantes. Les implications de ce principe auront un grand écho dans tous les domaines des sciences économiques. 
Lancaster va s'intéresser aux théories du comportement du consommateur et de la structure des marchés. Une innovation conceptuelle importante qu'il a présentée n'était pas de regarder le consommateur comme choisissant différentes marchandises pour juste satisfaire son utilité mais entre les différentes caractéristiques que les marchandises elles-mêmes fournissent. Cette idée est visiblement simple, mais elle a été d'une importance capitale pour montrer des implications profondes et mieux expliquer des phénomènes tels que le remplacement de vieilles marchandises par de nouvelles. 
Lancaster crée la base analytique pour la « nouvelle » théorie du commerce international avec concurrence imparfaite qui, dans les années 1980, a créé des vagues dans la profession. Il définit la fonction de production du ménage, développe l'application du modèle hédonistique pour l'évaluation du prix des maisons ainsi que la théorie de l'optimum de second rang.
Il travaillera aussi comme conférencier, puis comme lecteur à la London School of Economics. Après Londres, il s'installe aux États-Unis en 1961, d'abord à Johns Hopkins puis en 1966 à Université Columbia où il reste jusqu'à la fin de sa carrière. 
Il a été deux fois Président du département de sciences économiques. 
À part ses conférences très populaires sur des sujets économiques, il en tiendra aussi sur la philosophie avec le philosophe Sidney Morgenbesser (en). 
En 1963, il épousa Deborah Grunfeld, une avocate veuve de l'économiste Yehuda Grunfeld (en), avec qui il aura deux enfants: Clifton Lancaster, statisticien, et Gilead Lancaster, cardiologue.

## Récompenses
Bien connu et estimé dans la profession, Lancaster était puissant par ses idées.
- Élection comme Fellow de la société d'économétrie
- Élection dans l'académie américaine des arts et des sciences,
- Élection en tant que Distinguished Fellow de l'association économique américaine.
- Il a été également classé parmi les 100 plus grands économistes dans les années 1985.
- Selon l'économiste Jagdish Bhagwati, « il a été largement considéré comme un récipiendaire potentiel du prix Nobel, pour l'impact notable qui avait été fait par ses contributions à la théorie de l'optimum de second rang et par l'intégration de la variété dans la théorie économique. Il rejoint la liste d'économistes extraordinaires tels que Joan Robinson, Roy Harrod et Mancur Olson que la mort a privés de cet honneur spécial. »

## Principaux travaux
Titres traduits en français :
- « La théorie générale de l'optimum de second rang », avec R. Lipsey, 1957, Review of economic studies
- « Propositions d'économie du bien être en termes de consistance et choix étendu », 1958, Economic Journal.
- « Une théorie axiomatique de préférence pour le temps du consommateur », 1963, International economic review
- « La théorie de systèmes linéaires qualitatifs », 1965, Econometrica.
- « Une nouvelle approche de la théorie du consommateur », 1966, Journal of Political Economy
- Économie mathématique, 1968.
- Introduction à l'économie moderne, 1969,
- Demande du consommateur: Une nouvelle approche.  1971.
- « Différenciation de produits socialement optimale », 1975, American economic review.
- Variety, Equity et Efficiency, 1979.
- Le « commerce Intra-Industrie en concurrence monopolistique parfaite », 1980, Journal of international economics